# Victor Albert
Victor "Vicky" Albert (Hoei, 25 november 1943 - Engis, 10 november 2005) was een Belgisch politicus voor de PS.

## Levensloop
Albert werd beroepshalve leraar in het provinciaal secundair onderwijs in Hoei en Seraing en was daarna adjunct-directeur van het Provinciaal Instituut van Secundair Onderwijs in Hoei.
Hij militeerde vanaf jonge leeftijd voor de socialisten en werd lid van de Rode Valken en de Socialistische Jonge Wacht, alsook animator in verschillende vakantiecentra van de Socialistische Vooruitziende Vrouwen. Op die manier verzeilde Albert in de PSB en daarna de PS.
In oktober 1970 werd Vicky Albert verkozen tot gemeenteraadslid van Engis. Hij was er van 1971 tot 1976 schepen van Onderwijs en na de fusie van Belgische gemeenten werd hij begin 1977 burgemeester van de gemeente. In 2003 liet hij het burgemeesterschap over aan zijn partijgenoot Serge Manzato en werd Albert opnieuw schepen in Engis,  een ambt dat hij zou bekleden tot aan zijn overlijden in november 2005.
In oktober 1985 werd hij via het systeem van de apparentering voor het arrondissement Hoei-Borgworm verkozen in de Kamer van volksvertegenwoordigers, waar hij zou blijven zetelen tot aan de verkiezingen van december 1987. Door de toenmalige dubbelmandaten zetelde hij automatisch ook in de Waalse Gewestraad en de Franse Gemeenschapsraad. Als parlementslid verdedigde Vicky Albert het laïcisme en was hij een actief pleitbezorger van de invoering van het migrantenstemrecht. Daarnaast bekommerde hij zich om milieukwesties, met name vanwege de aanwezigheid van vervuilende industrieën in zijn gemeente en de intenties van het Waals Gewest om er een stortplaats in te richten.  